# Марик (язык)
Марик (Dami, Ham, Marik) — австронезийский язык, на котором говорит народ хам (дами), проживающий в 10 деревнях на внутренней территории вокруг реки Гоголь округа Маданг провинции Маданг в Папуа-Новой Гвинее.
Также у языка марик есть северный, южный и западный диалекты.